# Habrotrocha lata
Habrotrocha lata is een raderdiertjessoort uit de familie Habrotrochidae. De wetenschappelijke naam van deze soort is voor het eerst geldig gepubliceerd in 1892 door Bryce.